# Александар Бондар
Александар Игоревич Бондар (рус. Александр Игоревич Бондарь; Луганск, 25. октобар 1993) елитни је руски скакач у воду украјинског порекла. До 2015. такмичио се за репрезентацију Украјине, а након добијања руског држављанства у октобру 2015. такмичи се за Русију.
 Његова специјалност су појединачни и синхронизовани скокови са торња са висине од 10 метара. 
Био је део украјинског олимпијског тима на ЛОИ 2012. у Лондону, а у дресу Украјине освојио је и две титуле првака Европе, те бронзану медаљу на СП 2011. године. 
За репрезентацију Русије на међународној сцени дебитовао је на СП 2017. у Будимпешти где је у пару са Виктором Минибајевим освојио сребрну медаљу у синхронизованим скоковима са торња.